# 사회민주련선
사회민주련선(社會民主連線) 또는 사민련(社民連)은 홍콩의 민주파 사회민주주의 정당이다.